# Liste ehemaliger Gemeinden in der Präfektur Kanagawa
Diese Liste führt alle ehemaligen Gemeinden in der japanischen Präfektur Kanagawa (Kanagawa-ken) seit der Modernisierung der Kommunalordnungen 1888/89 (shisei, chōsonsei) auf, ausgenommen die Gemeinden im Tama-Gebiet (Landkreise West-, Süd- und Nord-Tama), das 1893 von Kanagawa an Tokio übertragen wurde (siehe dafür die Liste ehemaliger Gemeinden in der Präfektur Tokio).